# 浄瑠璃三味線方一覧
浄瑠璃三味線方一覧は、文楽浄瑠璃三味線方の五十音順一覧である。カッコ内は名跡。

## 鶴澤
- 鶴澤清六
- 鶴澤徳太郎
- 鶴澤道八
- 鶴澤清治
- 鶴澤藤蔵
- 鶴澤燕三
- 鶴澤勝七
- 鶴澤叶
- 鶴澤叶太郎
- 鶴澤観西翁
- 鶴澤寛治
- 鶴澤寛治郎
- 鶴澤才治
- 鶴澤重造
- 鶴澤清七
- 鶴澤清八
- 鶴澤綱造
- 鶴澤友衛門
- 鶴澤友次郎
- 鶴澤文蔵

## 竹澤
- 竹澤権右衛門
- 竹澤團七
- 竹澤藤四郎
- 竹澤弥七

## 豊澤
- 豊澤廣助

## 野澤
- 野澤勝市
- 野澤喜左衛門
- 野澤吉兵衛
- 野澤吉弥
- 野澤喜八郎
- 野澤錦糸
- 野澤語助
- 野澤松之輔